# Stachyanthus
Stachyanthus är ett släkte av tvåhjärtbladiga växter. Stachyanthus ingår i familjen Icacinaceae.
Kladogram enligt Catalogue of Life:
| Stachyanthus | \| \| Stachyanthus cuneatus \| \| \| \| \| \| Stachyanthus devredii \| \| \| \| \| \| Stachyanthus donisii \| \| \| \| \| \| Stachyanthus occidentalis \| \| \| \| \| \| Stachyanthus zenkeri \| \| \| \| |
|              | \| \| Stachyanthus cuneatus \| \| \| \| \| \| Stachyanthus devredii \| \| \| \| \| \| Stachyanthus donisii \| \| \| \| \| \| Stachyanthus occidentalis \| \| \| \| \| \| Stachyanthus zenkeri \| \| \| \| |
|              | Stachyanthus cuneatus |
|              | |
|              | Stachyanthus devredii |
|              | |
|              | Stachyanthus donisii |
|              | |
|              | Stachyanthus occidentalis |
|              | |
|              | Stachyanthus zenkeri |
|              | |